# Bob Altena
Bob Altena (Brunssum, 11 februari 1986) is een Nederlandse tienkamper uit Weert.

## Biografie
Zijn eerste kennismaking met de atletiek had Altena in Duitsland, waar zijn vader werkte als beroepsmilitair. Dat brengt regelmatig verhuizen met zich mee, waardoor hij lid was van diverse atletiekverenigingen, zoals het Arnhemse Ciko '66, Climax in Ede, AV Weert en Unitas in Sittard. Tegenwoordig is Bob Altena weer lid van de atletiekvereniging Climax. Zijn vader Ted is al die tijd zijn trainer geweest. 'Hij heeft de basis gelegd. Omdat hij op een gegeven moment vastloopt qua kennis, zijn we ook andere trainers gaan zoeken. Zo train ik al drie jaar bij Gerard Lenting en werk ik met George Friant aan mijn polsstoktechniek,' aldus Altena in een interview in 2003.
Die samenwerking legde hem geen windeieren, want in dat jaar behaalde hij in zijn leeftijdsklasse (B-junioren) niet minder dan vijf nationale titels, namelijk op de 60 m horden, het polsstokhoogspringen en kogelstoten indoor en op de 110 m horden en verspringen outdoor. Bovendien kwamen daar outdoor ook nog eens drie zilveren medailles bij: op polsstokhoogspringen, kogelstoten en discuswerpen. Een indrukwekkende score in één jaar tijd.
Dat jaar was Altena ook aanwezig op het WK voor B-junioren in het Canadese Sherbrooke. Daar werd hij met een puntentotaal van 5726 punten vijftiende. Vervolgens werd hij dat jaar in september Nederlands meerkampkampioen bij de B-junioren, vóór Ingmar Vos en Eelco Sintnicolaas.
Dat Altena zich ook bij de A-junioren met de beste meerkampers kon meten, bewees hij in 2004. Op de Nederlandse indoorkampioenschappen meerkamp veroverde hij op de zevenkamp een zilveren medaille, later dat jaar op het NK meerkamp outdoor gevolgd door een bronzen plak op de tienkamp. Beide malen werd Pelle Rietveld kampioen. Zijn beste prestatie tot nu toe was daarna zijn negende plaats op de tienkamp tijdens het wereldkampioenschap voor junioren in Grosseto in 2004. Met een totaal van 7175 punten bleef hij net één punt verwijderd van een plaats bij de beste acht.
In 2005 veroverde Altena opnieuw enkele nationale indoortitels, ditmaal bij de A-junioren. Zo werd hij kampioen bij het verspringen en de zevenkamp en behaalde hij daarnaast zilveren medailles op de 60 m horden, bij het polsstokhoogspringen en het kogelstoten. Begin 2011 stopte hij als meerkamper: hij had te veel last van blessures.

## Persoonlijke records
Outdoor
| Onderdeel            | Prestatie | Datum             | Plaats     |
| -------------------- | --------- | ----------------- | ---------- |
| 100 m                | 11,26 s   | 1 juli 2006       | Best       |
| 400 m                | 50,55 s   | 1 juli 2006       | Best       |
| 1500 m               | 4.30,58   | 26 juni 2005      | Ratingen   |
| 110 m horden         | 14,61 s   | 2 juli 2006       | Best       |
| hoogspringen         | 1,90 m    | 18 september 2010 | Talence    |
| polsstokhoogspringen | 4,81 m    | 28 augustus 2010  | Breda      |
| verspringen          | 7,17 m    | 19 juni 2004      | Brasschaat |
| kogelstoten          | 15,13 m   | 18 september 2010 | Talence    |
| discuswerpen         | 44,13 m   | 19 september 2010 | Talence    |
| speerwerpen          | 57,65 m   | 2 juli 2006       | Best       |
| tienkamp             | 7621 pnt  | 2 juli 2006       | Best       |

Indoor
| Onderdeel            | Prestatie | Datum              | Plaats    |
| -------------------- | --------- | ------------------ | --------- |
| 60 m                 | 7,26 s    | 27 januari 2007    | Zaragoza  |
| 1000 m               | 2.44,82   | 28 februari 2007   | Zaragoza  |
| 60 m horden          | 8,21 s    | 28 februari 2007   | Zaragoza  |
| hoogspringen         | 1,88 m    | 30 januari 2010    | Apeldoorn |
| polsstokhoogspringen | 4,80 m    | 21 februari 2007   | Londen    |
| verspringen          | 7,11 m    | 30 januari 2010    | Apeldoorn |
| kogelstoten          | 15,16 m   | 30 januari 2010    | Apeldoorn |
| zevenkamp            | 5638 p    | 30/31 januari 2010 | Apeldoorn |